# Seznam medailistů na mistrovství Evropy v běhu na 100 m
Běh na 100 metrů je součástí mistrovství Evropy od prvního ročníku (1934, resp. 1938 v případě žen). 
V kategorii mužů na prvních šampionátech dominovali běžci z zemí západní Evropy. Přelom 60. a 70. let byl ve znamení vítězství sovětského sprintera Valerije Borzova. Od poloviny 80. let nastala éra vítězství běžců černé pleti (výjimkou byl v letech 2010 a 2012 Christophe Lemaitre).
V kategorii žen stály na stupních vítězů v počátečních ročnících mistrovství Evropy zejména sprinterky z Velké Británie, Nizozemska či SSSR. Sedmdesátá a osmdesátá léta byla ve znamení prvenství běžkyň z NDR (mj. trojnásobná mistryně Evropy Marlies Göhrová). V 21. století se vítězky na nejkratší trati střídaly po každém šampionátu (s výjimkou Dafne Schippersové v letech 2014 a 2016.

## Muži
| Rok  | Místo     | Zlato                            | Výkon vítěze                     | Stříbro                          | Bronz                            |
| ---- | --------- | -------------------------------- | -------------------------------- | -------------------------------- | -------------------------------- |
| 1934 | Turín     | Christiaan Berger                | 10,6                             | Erich Borchmeyer                 | József Sir                       |
| 1938 | Paříž     | Martinus Osendarp                | 10,5                             | Orazio Mariani                   | Lennart Strandberg               |
| 1946 | Oslo      | John Archer                      | 10,6                             | Haakan Tranberg                  | Carlo Monti                      |
| 1950 | Brusel    | Étienne Bally                    | 10,7                             | Franco Leccese                   | Vladimir Sucharjev               |
| 1954 | Bern      | Heinz Fütterer                   | 10,5                             | René Bonino                      | George Ellis                     |
| 1958 | Stockholm | Armin Hary                       | 10,3                             | Manfred Germar                   | Peter Radford                    |
| 1962 | Bělehrad  | Claude Piquemal                  | 10,4                             | Jocelyn Delecour                 | Peter Gamper                     |
| 1966 | Budapešť  | Wiesław Maniak                   | 10,5                             | Roger Bambuck                    | Claude Piquemal                  |
| 1969 | Athény    | Valerij Borzov                   | 10,4                             | Alain Sarteur                    | Philippe Clerc                   |
| 1971 | Helsinky  | Valerij Borzov                   | 10,26                            | Gerhard Wucherer                 | Vassilios Papageorgopoulos       |
| 1974 | Řím       | Valerij Borzov                   | 10,27                            | Pietro Mennea                    | Klaus-Dieter Bieler              |
| 1978 | Praha     | Pietro Mennea                    | 10,27                            | Eugen Ray                        | Vladimir Ignatenko               |
| 1982 | Athény    | Frank Emmelmann                  | 10,21                            | Pierfrancesco Pavoni             | Marian Woronin                   |
| 1986 | Stuttgart | Linford Christie                 | 10,15                            | Steffen Bringmann                | Bruno Marie-Rose                 |
| 1990 | Split     | Linford Christie                 | 10,00                            | Daniel Sangouma                  | John Regis                       |
| 1994 | Helsinky  | Linford Christie                 | 10,14                            | Geir Moen                        | Alexandr Porchomovskij           |
| 1998 | Budapešť  | Darren Campbell                  | 10,04                            | Dwain Chambers                   | Harálabos Papadiás               |
| 2002 | Mnichov   | Francis Obikwelu                 | 10,06                            | Darren Campbell                  | Roland Németh                    |
| 2006 | Göteborg  | Francis Obikwelu                 | 9,99                             | Andrej Jepišin                   | Matic Osovnikar                  |
| 2010 | Barcelona | Christophe Lemaitre              | 10,11                            | Mark Lewis-Francis               | Martial Mbandjock                |
| 2012 | Helsinky  | Christophe Lemaitre              | 10,09                            | Jimmy Vicaut                     | Jaysuma Saidy Ndure              |
| 2014 | Curych    | James Dasaolu                    | 10,09                            | Christophe Lemaitre              | Harry Aikines-Aryeetey           |
| 2016 | Amsterdam | Churandy Martina                 | 10,07                            | Jak Ali Harvey                   | Jimmy Vicaut                     |
| 2018 | Berlín    | Zharnel Hughes                   | 9,95 RM                          | Reece Prescod                    | Jak Ali Harvey                   |
| 2020 | Paříž     | zrušeno kvůli pandemii covidu-19 | zrušeno kvůli pandemii covidu-19 | zrušeno kvůli pandemii covidu-19 | zrušeno kvůli pandemii covidu-19 |
| 2022 | Mnichov   | Marcell Jacobs                   | 9,95 RM                          | Zharnel Hughes                   | Jeremiah Azu                     |
| 2024 | Řím       | Marcell Jacobs                   | 10,02                            | Chituru Ali                      | Romell Glave                     |

## Ženy
- od roku 1938

| Rok  | Místo     | Zlato                            | Výkon vítěze                     | Stříbro                          | Bronz                            |
| ---- | --------- | -------------------------------- | -------------------------------- | -------------------------------- | -------------------------------- |
| 1938 | Vídeň     | Stanisława Walasiewiczová        | 11,9                             | Käthe Kraussová                  | Fanny Blankers-Koenová           |
| 1946 | Oslo      | Jevgenija Sečenovová             | 11,9                             | Winifred Jordanová               | Claire Bresollesová              |
| 1950 | Brusel    | Fanny Blankers-Koenová           | 11,7                             | Jevgenija Sečenovová             | June Fouldsová                   |
| 1954 | Bern      | Irina Turovová                   | 11,8                             | Bertha van Duyneová              | Anne Pashleyová                  |
| 1958 | Stockholm | Heather Youngová                 | 11,7                             | Věra Krepkinová                  | Christa Stubnicková              |
| 1962 | Bělehrad  | Dorothy Hymanová                 | 11,3                             | Jutta Heineová                   | Teresa Ciepły                    |
| 1966 | Budapešť  | Ewa Kłobukowska                  | 11,5                             | Irena Kirszensteinová            | Karin Frischová                  |
| 1969 | Athény    | Petra Vogtová                    | 11,6                             | Wilma van den Bergová            | Anita Neilová                    |
| 1971 | Helsinky  | Renate Stecherová                | 11,4                             | Ingrid Micklerová                | Elfgard Schittenhelmová          |
| 1974 | Řím       | Irena Szewińská                  | 11,13                            | Renate Stecherová                | Andrea Lynchová                  |
| 1978 | Praha     | Marlies Göhrová                  | 11,13                            | Linda Haglundová                 | Ljudmila Maslakovová             |
| 1982 | Athény    | Marlies Göhrová                  | 11,01                            | Bärbel Wöckelová                 | Rose-Aimée Bacoul                |
| 1986 | Stuttgart | Marlies Göhrová                  | 10,91                            | Anelia Nunevaová                 | Nelli Coomanová                  |
| 1990 | Split     | Katrin Krabbeová                 | 10,89                            | Silke Möllerová                  | Kerstin Behrendtová              |
| 1994 | Helsinky  | Irina Privalovová                | 11,02                            | Žanna Pintusevyčová              | Melanie Paschkeová               |
| 1998 | Budapešť  | Christine Arronová               | 10,73 RM                         | Irina Privalovová                | Ekaterini Thanouová              |
| 2002 | Mnichov   | Ekaterini Thanouová              | 11,10                            | Kim Gevaertová                   | Manuela Levoratová               |
| 2006 | Göteborg  | Kim Gevaertová                   | 11,06                            | Jekatěrina Grigorjevová          | Irina Chabarovová                |
| 2010 | Barcelona | Verena Sailerová                 | 11,10                            | Véronique Mangová                | Myriam Soumaréová                |
| 2012 | Helsinky  | Ivet Lalovová                    | 11,28                            | Olesja Povchová                  | Lina Grinčikaitė                 |
| 2014 | Curych    | Dafne Schippersová               | 11,12                            | Myriam Soumaréová                | Ashleigh Nelsonová               |
| 2016 | Amsterdam | Dafne Schippersová               | 10,90                            | Ivet Lalovová                    | Mujinga Kambundjiová             |
| 2018 | Berlín    | Dina Asherová-Smithová           | 10,85                            | Gina Lückenkemperová             | Dafne Schippersová               |
| 2020 | Paříž     | zrušeno kvůli pandemii covidu-19 | zrušeno kvůli pandemii covidu-19 | zrušeno kvůli pandemii covidu-19 | zrušeno kvůli pandemii covidu-19 |
| 2022 | Mnichov   | Gina Lückenkemperová             | 10,99                            | Mujinga Kambundjiová             | Daryll Neitaová                  |
| 2024 | Řím       | Dina Asherová-Smithová           | 10,99                            | Ewa Swobodová                    | Zaynab Dossová                   |